# Mr. Majestyk
A Mr. Majestyk (eredeti cím: Mr. Majestyk)  1974-ben bemutatott bűnügyi akciófilm. Főszereplő Charles Bronson.
A történet Elmore Leonard azonos című regényén alapul.

## Cselekmény
|  | Alább a cselekmény részletei következnek! |

1970-es évek, Colorado állam, USA
Vince Majestyk (Charles Bronson) vietnámi veterán görögdinnyét termeszt sok hektáron, ezért a szüreteléshez minden évben alkalmi munkásokra van szüksége. Vince előszeretettel alkalmaz spanyol ajkú, többnyire mexikói munkásokat, hogy így segítsen rajtuk. Egyik alkalommal a földjén képzetlen munkások dolgoznak, akiket egy idegen, Bobby Kopas (Paul Koslo) hívott oda. Amikor Vince el akarja zavarni őket, Kopas puskát fog rá, ezt azonban Vince elveszi tőle, és behúz neki egyet. A társaság elvonul.
A Majestyk által alkalmazott munkások között van Nancy Chavez (Linda Cristal), aki megtetszik neki, és úgy tűnik, a szimpátia kölcsönös.
Kopas erőszak alkalmazásával vádolja meg Majestyket, akinek emiatt a szüret közepén rendőrségi őrizetbe kell vonulnia.
Majestyk az előzetesben látja a Frank Rendát (Al Lettieri), a maffia bérgyilkosát, aki elutasítóan és fölényesen viselkedik vele. Ebédnél például  Majestyk elkéri a kolbászt, amihez Renda hozzá sem nyúlt, de az inkább leborítja a földre az ételt, minthogy odaadja.
Amikor a rabokat egy rendőrségi buszon elszállítják, a buszt fegyveresek támadják meg, akik Randát akarják kiszabadítani. A lövöldözésben több rendőr meghal. Majestyk azonban leszállítja a buszról a lövöldözésben megsérült rendőrt és a többi rabot, és elhajt Randával együtt, akinek bilincsben van a keze. A terve az, hogy Rendáért cserébe ejtsék a vádat ellene, ezért telefonon beszél a helyi rendőrfőnökkel. Meg is szervezik Renda átadását (bár ő 25 ezer dollárt ígér neki, ha szabadon engedi, ami óriási összegnek számít Majestyk számára). Azonban a Renda által beszervezett nő, Renda barátnője, Wiley (Lee Purcell) nem csak egy személyautót hoz, hanem benne egy pisztolyt is, amivel Renda lövöldözni kezd, de nem találja el Majestyket, aki elmenekül, visszamegy a rendőrségre, ahol újból őrizetbe veszik.
Majestyk tisztában van vele, hogy Renda meg akarja őt ölni, de ezt a rendőrség is tudja, ezért néhány embert Majestykre állítanak, abban a reményben, hogy így elkaphatják Rendát, aki addig már hét alkalommal állt bíróság előtt gyilkosság vádjával, de egyszer sem tudták jogerősen elítélni.
Frank Renda dühöng és személyes bosszúnak tekinti, hogy Majestyket megölje, bár elutazhatna Mexikóba, ahol nem keresi a rendőrség, illetve Majestyk megölésére másokat is alkalmazni tudna.
Az embereivel elmennek Majestyk földjére, ahol már leszüretelték a dinnyéket. A fegyveresek szétlövik a raktárban felhalmozott dinnyék nagy részét. Egy kisebb rész érintetlen marad, amit Majestyk másnap egyik barátjával elszállíttat, de Renda emberei is megtalálják, és a kocsijukkal neki hajtva eltörik mindkét lábát.
Renda és emberei körbeveszik Majestyk házát, ahol ő és Nancy Chavez tartózkodnak. Mielőtt megrohamoznák a házat, elmenekülnek Majestyk kisteherautójával, amit Nancy vezet. Majestyk az egyik autót kilövi, egy másikat a szakadékba taszít. Rendáék egy erdészházba veszik be magukat, amit Majestyk kezd támadni. A rendőrség kissé késve, de megérkezik helikopterrel és autókkal, és megállapítják Renda halálát. Kopast őrizetbe veszik.
|  | Itt a vége a cselekmény részletezésének! |

## Szereposztás
- Charles Bronson (Szersén Gyula) – Vince Majestyk
- Al Lettieri – Frank Renda, a maffia bérgyilkosa
- Linda Cristal – Nancy Chavez, a munkások vezetője
- Lee Purcell – Wiley
- Paul Koslo – Bobby Kopas, helyi bajkeverő
- Taylor Lacher – Gene Lundy, Renda embere, aki ki akarja szabadítani
- Frank Maxwell – McAllen nyomozó hadnagy
- Alejandro Rey – Larry Mendoza
- Jordan Rhodes – Harold Richie, helyettes seriff
- Bert Santos – Julio Tomas

## Fogadtatás
A filmkritikusok véleményét összegző Rotten Tomatoes 75%-ra értékelte 8 vélemény alapján.

## Fordítás
Ez a szócikk részben vagy egészben  a   Mr. Majestyk című angol Wikipédia-szócikk fordításán alapul.  Az eredeti cikk szerkesztőit annak laptörténete sorolja fel. Ez a jelzés csupán a megfogalmazás eredetét és a szerzői jogokat jelzi, nem szolgál a cikkben szereplő információk forrásmegjelöléseként.